# Samuel Monroe Jr.
 (janvier 2015).
Si vous disposez d'ouvrages ou d'articles de référence ou si vous connaissez des sites web de qualité traitant du thème abordé ici, merci de compléter l'article en donnant les références utiles à sa vérifiabilité et en les liant à la section « Notes et références ».
Samuel Monroe Junior (né le 28 novembre 1973) est un acteur américain.
Il est souvent apparu dans des séries télévisées en tant qu'invité et il est apparu dans certains films : Menace II Society, Set It Off, Don't Be a Menace to South Central While Drinking Your Juice in the Hood, Tales from the Hood, Detroit G Code et The Players.
Il a sa propre compagnie de production nommée DeCaff Productions.